# Charles E. Mills Secondary School
Charles E. Mills Secondary School (früher: Sandy Point High School) ist eine Public High school in Sandy Point Town, Saint Anne Sandy Point Parish, St. Kitts und Nevis.

## Geschichte
Die Schule wurde 1966 in Sandy Point eingerichtet und dient für die Gemeinden von Halfway Tree bis Saddlers als weiterführende Schule als eine von zwei Schulen auf der Westseite der Insel. 
2010 wurde die Schule nach Charles E. Mills benannt.
Die Schulfarben sind Blau (Crimson) und Schwarz.

## Schulleiter (Principals)
- Joseph Manchester (1966–?)
- Joseph Halliday (?–1977)
- Morlene Buchanan-Whitaker (?–?)
- Thomas Williams (?–?)
- Stanley Edwards (?–?)
- Bertram Haynes (?–?)
- Dulcie Richardson (?–?)
- James E. Williams (?–1991)
- Vincent Hodge (1991–2000)
- Cordette Henry (2000–2002)
- Lorozine Williams (2002–2012)
- Carla Diamond (2012–2016)
- Boris Connor (2016–heute)